# 김옥선
김옥선(金玉仙, 1934년 4월 2일~)은 대한민국의 사회사업가, 교육자, 기독교 지도자이며 정치인이다. 그녀는 제7·9·12대 국회의원을 지냈고, 1992년 제14대 대통령 선거에 출마하였다. 박정희(朴正熙)의 장기 집권에 비판적이었으며, 특히 1975년 10월 8일 국회 질의에서 박정희를 독재자로 공격하여 유명해졌다. 남장여자 정치인으로도 유명하다.

## 학력
- 서울 정신여자고등학교 졸업
- 중앙대학교 정치학과 학사
- 중앙대학교 대학원 정치학 석사
- 중앙대학교 대학원 정치학 박사 과정 수료

### 비학위 수료
- 연세대학교 경영대학원 최고경영자과정 수료

## 약력
- 신민당 정무위원
- 신민당 당기위원장
- 신한민주당 선전분과위원장
- 신한민주당 부총재
- 동국대학교 정치외교학과 겸임교수
- 중앙대학교 행정학과 겸임교수
- 경희대학교 행정학과 전임강사
- 제14대 대통령 선거 입후보(무소속)
- 무당파국민연합 고문 겸 당무위원

## 정치 활동

### 김옥선 파동
박정희의 장기집권에 비판적이었으며 신민당 소속 제9대 국회의원으로 재직 중이던 1975년 10월 8일, 정기국회의 대정부질의 중 안보궐기대회에 대한 비판과 함께 박정희를 독재자로 규정했다가 발생한 '김옥선 파동'으로 민주공화당과 유신정우회에서 김옥선 의원의 제명을 추진했고, 신민당은 김옥선과 운명을 함께하겠다고 주장했다. 1976년 김영삼과 결별할 때까지 상도동계의 중진이었던 그는 민주공화당과 유신정우회에서 날치기로 통과를 시킴에도 신민당 소속 국회의원 중 아무도 나서는 이가 없었고, 신민당 총재 김영삼은 역으로 김옥선 의원을 찾아와 도와주기는커녕 사퇴를 종용했다. 국회의원직에서 사퇴하였고, 공민권도 박탈되었다.

### 해금 이후의 활동
제5공화국 출범 후인 1984년에 해금되어 해금 정치인들이 주축이 되어 구성한 신한민주당에 복귀했다. 1992년에 실시된 대한민국 제14대 대통령 선거에서 무소속으로 출마하여 다시 이름이 알려졌다. 1996년에 실시된 대한민국 제15대 국회의원 선거에서는 무당파국민연합 전국구(비례대표) 후보(1번 윤영오, 2번 김옥선, 3번 김상명, 4번 진원규, 5번 김헌기, 6번 안재식)로 지명되었으나 낙선했고, 무당파국민연합 또한 득표율 미달로 인하여 정당 등록이 취소되었다.

## 정계 은퇴 이후
1953년인 고향인 장항읍에서 설립한 송죽학원 이사장으로 1991년 취임했다. 2000년 정의여자중학교의 선생님 4명을 원산도의 원의중학교로 발령내는 과정에서 전국교직원노동조합소속교사에 대한 보복 논란이 일어 정의여자고등학교의 교사들과도 갈등을 빚게 되었다. 김옥선은 2000년 5월 정의여중고 폐교 신청을 냈다가 10월 정의여고 폐교신청을 철회했다. 결국 정의여자중학교는 2001년 2월자로 폐교되었다. 정의여고로 배정된 학생들이 입학을 거부하여 신입생이 없게 되면서 2003년 2월 모든 정의여고 재학생이 졸업하여 학생없는학교가 되었다. 결국 4월 25일 폐교되었다.
2007년 자신이 이사장으로 있는 사회복지법인이 가지고 있는 토지의 소유권을 이전해주겠다고 속여 계약금 2억원을 가로채 구속되었다. 2008년 징역 10월에 집행유예 2년이 확정됐다. 2011년 수십 억 원의 공사 대금을 지급하지 않은 혐의로 기소되어 2011년 8월 징역 2년 6월형이 확정되었다.

## 역대 선거 결과
|  | 8.72% |

|  | 27.72% |

|  | 47.74% |

|  | 41.16% |

|  | 41.11% |

|  | 25.07% |

|  | 16.85% |

|  | 5.95% |

|  | 0.36% |

|  | 0.36% |

|  | 0.9% |

|  | 3.76% |

|  | 0% |